# Il pasto delle belve
Il pasto delle belve (Le Repas des fauves) è un film del 1964 diretto da Christian-Jaque.

La pellicola è ambientata in una sala da pranzo di una cittadina francese occupata dalle truppe naziste durante la seconda guerra mondiale, nel 1942.
"Al nostro posto chiunque agirebbe così: davanti al plotone di esecuzione non mi mostrerei più coraggioso di un altro, perché ormai sarebbe finita, ma per evitare di arrivarci farei qualunque cosa, qualunque cosa, qualunque cosa!" Victor, il padrone di casa, giustificando il proprio comportamento

## Trama
In periodo di guerra sette amici si ritrovano a cena per festeggiare il ventiduesimo compleanno di Sophie, moglie del libraio Victor.
Gradualmente arrivano gli invitati: il dottor Magus, un medico condotto che arriva in bicicletta, lasciando a casa la moglie Madeleine; Francoise, moglie in procinto di divorzio di un uomo prigioniero di guerra; Jean Luis, un reduce rimasto cieco dal fronte bellico; Claude, professore universitario di filosofia e lo zio Francy, industriale, che arrivando si presenta fingendosi per scherzo un ufficiale tedesco che sbraita fuori dalla porta per entrare.
Ciascuno partecipa alla cena con doni per la festeggiata o con pietanze acquistate al mercato nero. Il padrone di casa Victor, sceso in cantina per cercare alcune bottiglie di vino si imbatte in un vicino ebreo nascosto, il pellicciaio Stern, e decide di aiutarlo nascondendolo in un vano segreto della biblioteca; quindi torna al piano di sopra e, dopo avere raccontato il fatto alla moglie che non gli crede, ritorna nel salone apparecchiato per la cena.
Il clima festoso viene interrotto da alcuni spari provenienti dalla strada, e affacciandosi alla finestra gli invitati scorgono due soldati tedeschi a terra, vittime della sparatoria. Chiusa la finestra per non rimanere coinvolti e tornati alla cena, dopo alcuni minuti si presenta alla porta il comandante delle SS che esige, per rappresaglia, la consegna di venti ostaggi tra cui due persone tra i presenti nella stanza, ritenuti possibili testimoni non collaboranti. La richiesta del comandante è però che siano essi stessi ad individuare all'interno del gruppo due ostaggi da consegnare, promettendo di ritornare per la consegna dei prescelti alle ore 21.45.
Inizia così nella sala un avvicendarsi di accuse e tentativi reciproci di giustificare la propria impossibilità a farsi avanti per morire, anteponendo gli altri con stratagemmi e idee strambe, manifestando egoismo e cinismo. Tra questi lo zio Francy tenta di telefonare ad un comandante della Gestapo conosciuto per affari di lavoro ma non lo trova; il dottor Magus telefona ad un altro ufficiale del quale aveva curato la moglie poi però deceduta; quindi lo stesso dottore viene fatto uscire dalla finestra per cercare un aiuto, con la possibilità di esporlo al fuoco tedesco; la festeggiata Sophie viene spinta a sedurre il comandante per salvare la vita al gruppo. Tutti i tentativi si rivelano però vani, esitando soltanto in un progressivo acuirsi del cinismo reciproco e portando alla luce torti mai raccontati, quali ad esempio il tradimento di Sophie della fedeltà coniugale.
Il bombardamento inglese sulla città, preceduto dalla sirena di allarme senza possibilità di rifugio nella cantina, completa l'opera distruttiva sulla cena facendo cadere oggetti e quadri e facendo credere ai presenti di essere ormai finiti: tuttavia la casa e il salone resistono al bombardamento, e tutti tornano alla paura del responso finale, al culmine delle ostilità all'interno del gruppo.
L'orologio batte l'ora prevista per la comunicazione della decisione, e il comandante torna alla porta a richiedere i due ostaggi. Non avendo trovato una soluzione, è lui stesso a proporre che sia il cieco Jean Luis, camminando in una direzione casuale a scegliere ignaro le prime due persone toccate: vengono scelti in questo modo il dottor Magus e lo zio Francy, che piagnucolando cominciano a esprimere le loro ultime volontà.
Ma un colpo di scena lascia tutti a bocca aperta: i due attentatori della strada sono stati catturati, e pertanto non è più necessaria alcuna rappresaglia. Il comandante se ne va salutando educatamente il gruppo ed augurando buon compleanno a Sophie. L'atmosfera è però irrimediabilmente rotta dagli eventi accaduti e dalle parole dette gli uni contro gli altri, pertanto il gruppo si va disperdendo; Victor, vantandosi della sua lealtà (pur sconfessata dagli eventi precedenti) racconta a tutti dell'ebreo Stern nascosto in biblioteca, ma andatolo a cercare non lo trova, scoprendo una piccola finestra aperta dalla quale lo stesso Stern è apparentemente fuggito lasciando il luogo ostile. Dopo tale scoperta, rientrati nel salone, lo zio Francy invita i partecipanti a dimenticare quanto successo, e con eccessiva facilità i gruppo si riporta a tavola intorno alla torta con le candeline accese e intona in coro "Tanti auguri a te" alla festeggiata Sophie.
La ripresa esce dalla finestra chiudendo con il gruppo riformatosi, e mostra i tetti della città desolatamente distrutti dalle bombe.